# Bathyphlebia
Bathyphlebia is een geslacht van vlinders uit de familie van de nachtpauwogen (Saturniidae), uit de onderfamilie van de Ceratocampinae. De wetenschappelijke naam en de beschrijving van dit geslacht zijn voor het eerst gepubliceerd in 1874 door Cajetan Freiherr von Felder en Rudolf Felder.

## Soorten
- B. aglia C. Felder & R. Felder, 1874
- B. aglioides Naumann, Brosch & Wenczel, 2009
- B. eminens (Dognin, 1891)
- B. eminentoides Brechlin & Meister, 2009
- B. flavior Oiticica & Michener, 1950
- B. johnsoni Oiticica & Michener, 1950
- B. rufescens Oiticica & Michener, 1950